# Paul Wittgenstein
Paul Wittgenstein (ur. 11 maja 1887 w Wiedniu, zm. 3 marca 1961 w Nowym Jorku) – austriacki pianista, w 1946 otrzymał obywatelstwo amerykańskie. Brat filozofa Ludwiga Wittgensteina.
W czasie I wojny światowej stracił prawą rękę, pomimo to nadal koncertował grając tylko lewą ręką. Kilku znanych kompozytorów napisało utwory przeznaczone dla niego, do gry tylko jedną ręką. Do najbardziej znanych należy Koncert fortepianowy D-dur na lewą rękę Maurice’a Ravela.